# 어둔 밤
"어둔 밤"(Behind the Dark Night)은 한국에서 제작된 심찬양 감독의 2017년 액션, 코미디 영화이다. 송의성 등이 주연으로 출연하였고 심찬양 등이 제작에 참여하였다.

## 출연

### 주연
- 송의성
- 이요셉
- 심정용
- 오수경
- 김상훈
- 이재원

## 기타
- 프로듀서: 강사라
- 프로듀서: 김민주